# Sopar
El sopar és tradicionalment l'àpat que es pren al vespre.
A Catalunya i a Espanya se serveix entre les 7 del vespre i les 10 de la nit. Com més tard se sopa, més lleuger tendeix a ser l'àpat, per evitar indigestió en anar a dormir. Així algú que ha fet un dinar lleuger, soparà aviat i en farà el seu àpat principal del dia, mentre que algú que ha dinat tard i copiosament, tendirà a sopar també tard però amb un àpat més lleuger.
Sol consistir en una amanida o entrant seguit d'un plat principal com carn o peix. Se sol acabar amb fruita o unes postres dolces. A Mallorca, l'entrant tradicional solien ser les sopes mallorquines, plat fet amb verdures i sopes: llesques molt fines de pa.